# Sultanato de Palembang
El Sultanato de Palembang Darussalam (كسلطانن ڤلامبڠ دارالسلام) fue un sultanato de Indonesia cuya capital era la ciudad de Palembang en la parte sur de la isla indonesia de Sumatra. Fue proclamada en 1659 por Susuhunan Abdurrahman (1659-1706) y disuelta por el gobierno colonial de las Indias Orientales Holandesas el 7 de octubre de 1823. En 1825, su último gobernante, el sultán Ahmad Najamuddin, fue arrestado y enviado al exilio en la isla de Banda Neira en las Molucas.

## Historia

### Establecimiento y primeros registros

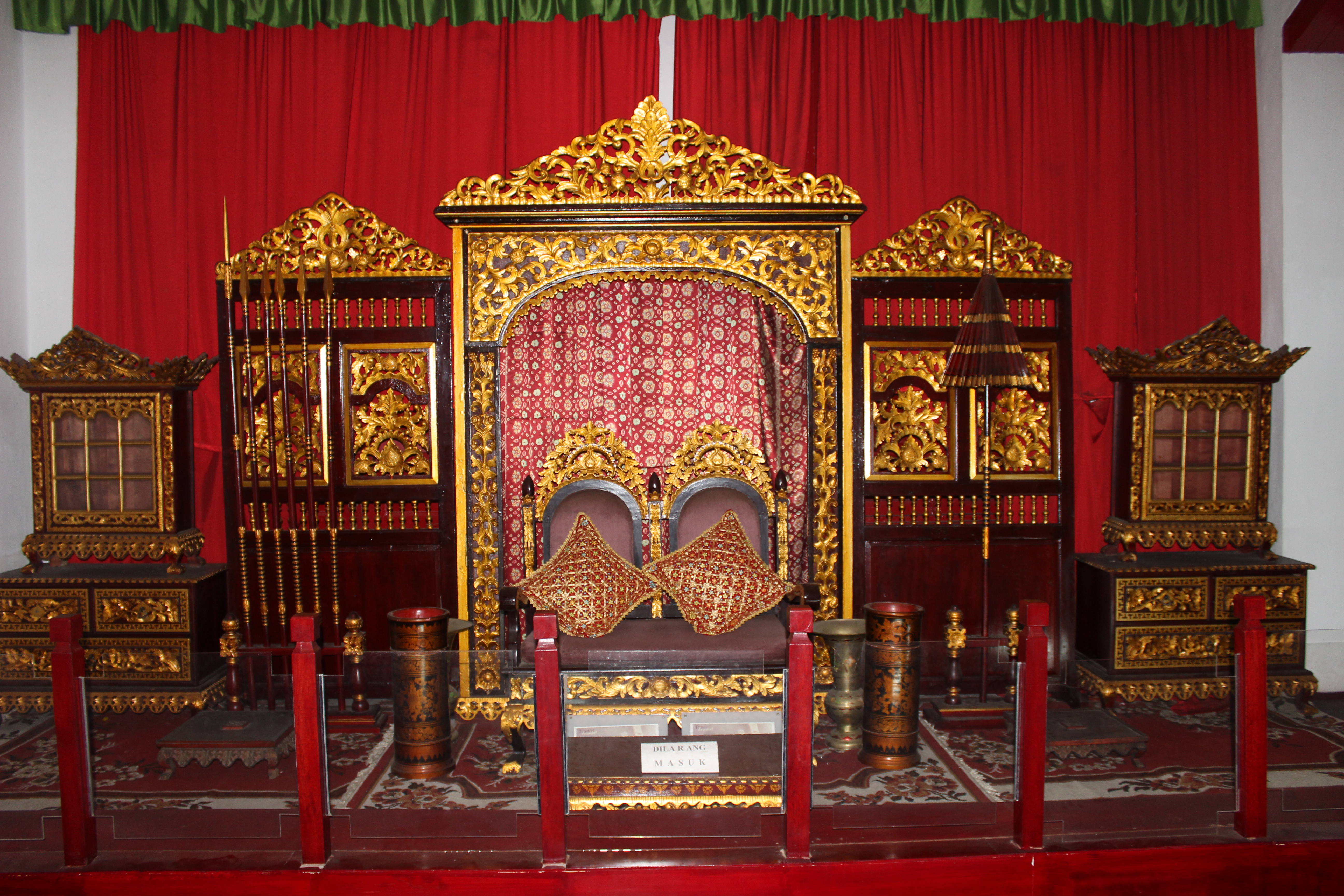
Réplica del trono del Sultanato de Palembang.

Según la historia de Kidung Pamacangah y Babad Arya Tabanan se decía que una figura de Kediri llamada Arya Damar que era un "regente de Palembang" se unió a Gajah Mada, gobernante de Majapahit, en la conquista de Bali en 1343. El historiador CC Berg pensó que Arya Damar es idéntica a Adityawarman. El nombre Palembang también fue mencionado en Nagarakretagama como una de las tierras conquistadas de Majapahit . Gajah Mada también mencionó el nombre Palembang en Pararaton como una de las regiones que conquistó.
Una crónica china Chu-fan-chi escrita en 1178 por Chou-Ju-Kua registró el nombre Pa-lin-fong, una referencia a Palembang. Alrededor de 1513, Tomé Pires, un aventurero de Portugal, mencionó Palembang, un reino dirigido por un patrón designado de Java, que luego se conoció como el Sultanato de Demak y participó en la invasión de Malaca controlada por los portugueses. En 1596, Palembang fue atacada y arrasada por la Compañía Neerlandesa de las Indias Orientales. En 1659, el nombre Sri Susuhunan Abdurrahman fue registrado como soberano del Sultanato de Palembang. Se mencionan registros de conexión con la VOC desde el año 1601.

### Kuto Gawang (-1659)
A principios del siglo XVII, Palembang se convirtió en uno de los centros del Islam en Indonesia. El precursor del sultanato en Palembang fue fundado por Ki Gede ing Suro, un noble del sultanato de Demak, que se refugió en el amigo Palembang durante los disturbios que siguieron a la muerte de Trenggana de Demak. En la orilla norte del río Musi, él y la nobleza establecieron un kraton, el Kuto Gawang . Estaba ubicado de manera bastante estratégica en la orilla del río Musi, en el actual distrito 2-Ilir, dentro de lo que ahora es el complejo de PT. Pupuk Sriwidjaja, un fabricante estatal de fertilizantes. El Kraton de Kuto Gawang estaba rodeado por una fortificación de forma cuadrada hecha de 30 centímetros (11,8 plg) palo fierro grueso y madera de ulin. Se describe que tiene aproximadamente 290 Rijnlandsche roede (1093 metros) de largo y ancho. La altura de las murallas de madera es de más de 24 pies (7,3 m) . El kraton se extiende entre lo que hoy es Plaju y Pulau Kemaro, una pequeña isla situada en medio del río Musi.
El Kraton de Kuto Gawang fue esbozado por Joan van der Laen en 1659. El boceto muestra una ciudad fortificada frente al río Musi con el río Rengas corriendo por la parte media de la ciudad de norte a sur. El río Taligawe se encuentra al este de Kuto Gawang, mientras que al oeste está el río Buah. En medio de Kuto Gawang hay una estructura, posiblemente una mezquita, ubicada al oeste del río Rengas. Se describió que el Kraton también tenía tres bastiones de piedra. Se sabía que los extranjeros (por ejemplo, chinos y portugueses) se asentaban en las orillas del río Musi, frente al Kraton, al oeste de la desembocadura del río Komering.
En 1659, los holandeses de la Compañía Neerlandesa de las Indias Orientales atacaron y arrasaron Kraton Kuto Gawang. Más tarde, el Susuhunan (rey) Abdurrahman trasladó su corte a un nuevo sitio llamado Beringin Janggut.

### Kratón Beringin Janggut (1659-)

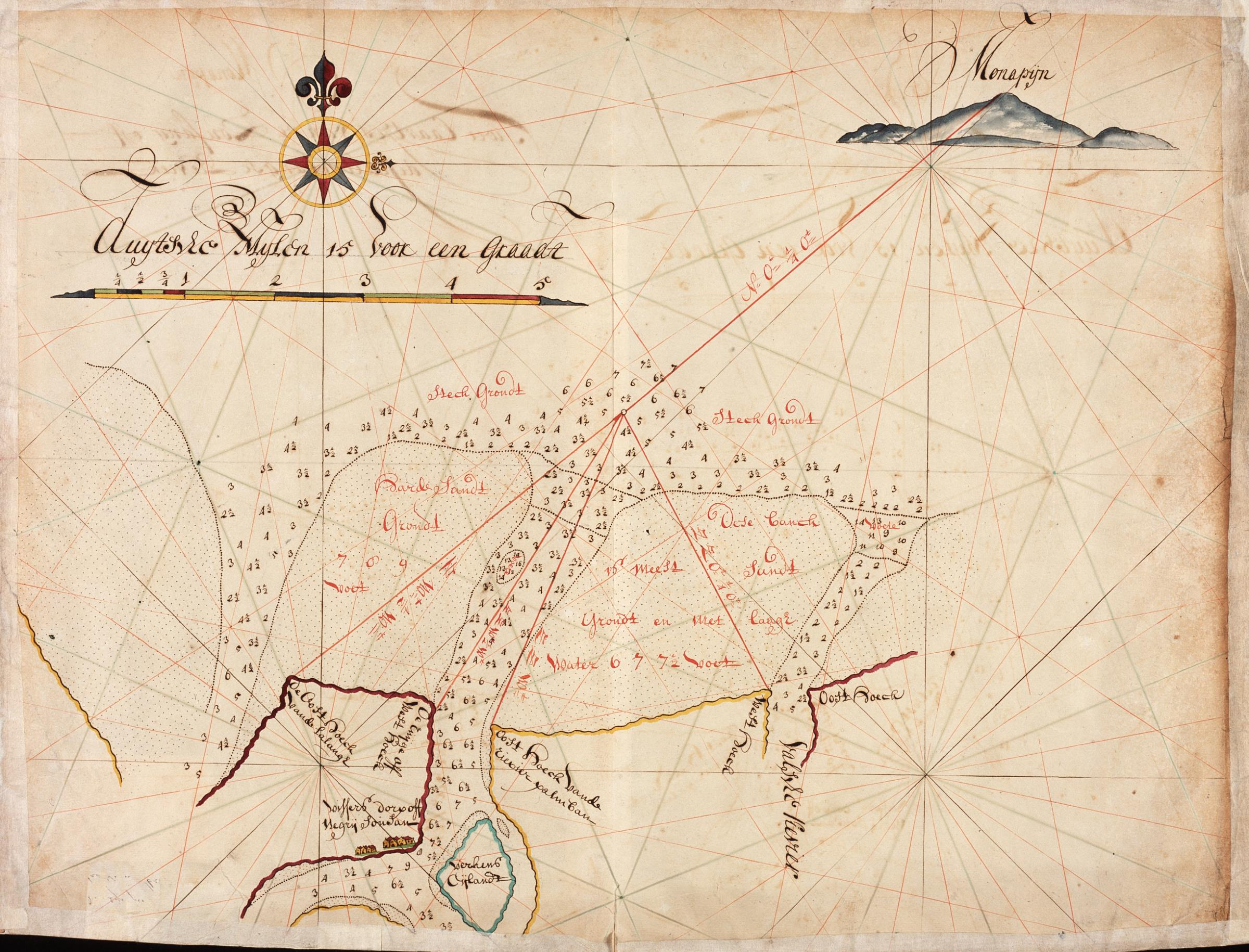
Mapa de la desembocadura del río Musi, parte del Sultanato de Palembang.

Después de que Kuto Gawang fuera destruido por las fuerzas de la Compañía Neerlandesa de las Indias Orientales en 1659, Susuhunan Abdurrahman ordenó a la corte trasladarse al nuevo Kraton, el Beringin Janggut, que estaba situado en las proximidades de la antigua mezquita (ahora Jalan Segaran). No existe ningún registro escrito de cómo es la forma, el tamaño o la existencia de Beringin Janggut.
Se sabía que el área del Kraton Beringin Janggut estaba rodeada por una red de canales: el río Musi al sur, el río Tengkuruk al oeste, el canal Penedan al norte y el río Rendang o Karang Waru al este. El canal Penedan estaba conectado con los canales Kemenduran, Kapuran y Kebon Duku. La red de canales fue el principal medio de transporte de la gente durante este período del Sultanato.

### Kratón Kuto Tengkuruk (-1797)

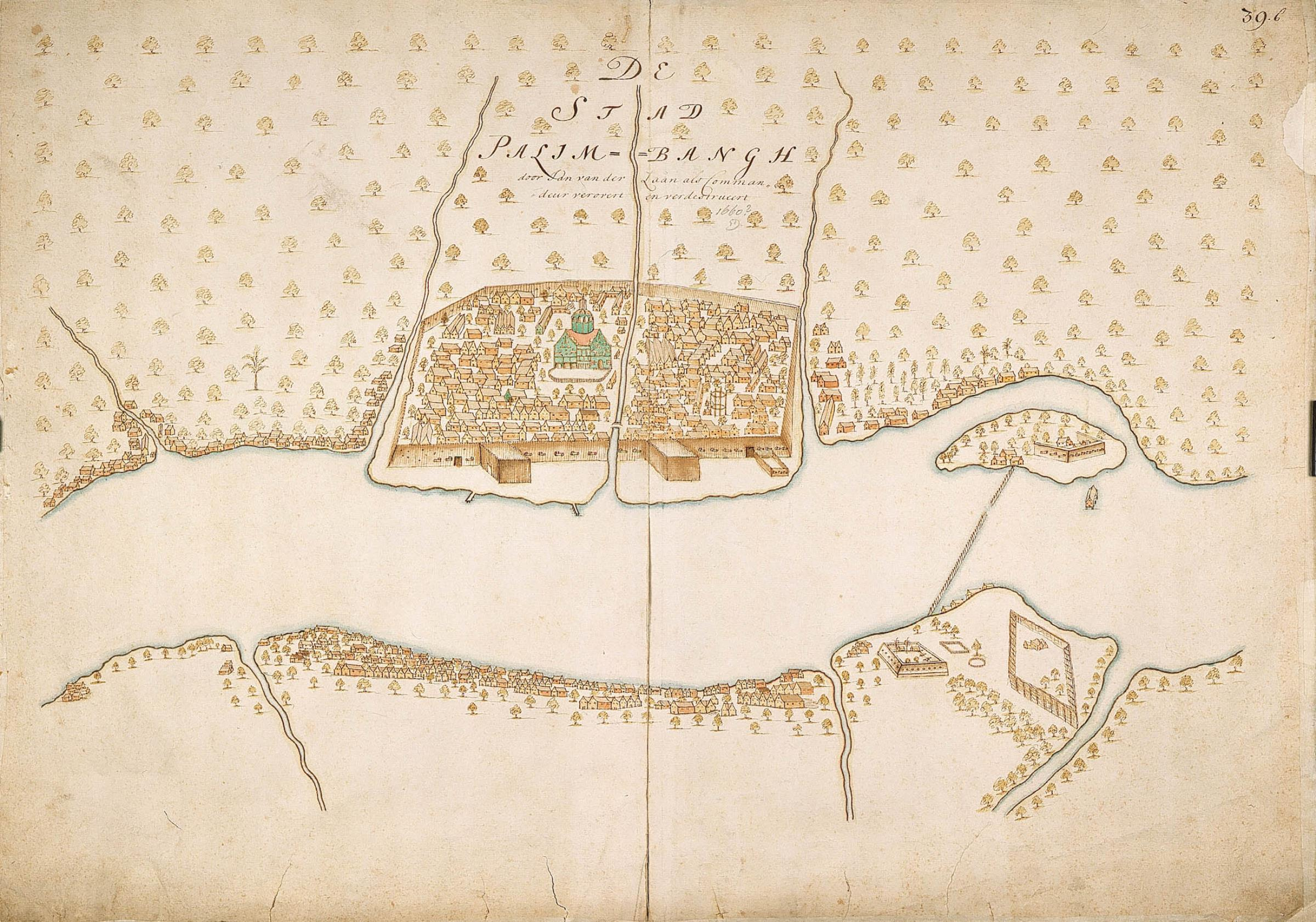
Mapa antiguo de Palembang, posiblemente fechado en la década de 1650.

Durante el reinado del sultán Mahmud Badaruddin I, el Kraton Kuto Tengkuruk o Kuto Lamo (traducido como "palacio viejo") se convirtió en el centro principal del Sultanato de Palembang. Kraton Kuto Tengkuruk limitaba con el río Kapuran (ahora Pasar Cinde) al norte, el río Tengkuruk al este (en lo que ahora es el complejo de Pupuk Sriwidjaja Palembang), el río Musi al sur y el río Sekanak (ahora río Lambidaro en 36 Ilir) al oeste. Los hitos de Kraton Kuto Tengkuruk fueron la Gran Mezquita con cúpula y el palacio propiamente dicho de Kuto Batu / Kuto Tengkuruk. El sultán Muhammad Bahauddin (que reinó entre 1776 y 1803) hizo construir el palacio de Kuto Besak. En 1821, los holandeses atacaron Palembang nuevamente y anexaron la ciudad. El sultanato se disuelve y el fuerte de Kuto Tengkuruk, deconstruido. Los holandeses construyeron en su lugar una residencia administrativa que ahora es el museo del Sultán Mahmud Badaruddin II.

### Kratón Kuto Besak (1797-1823)

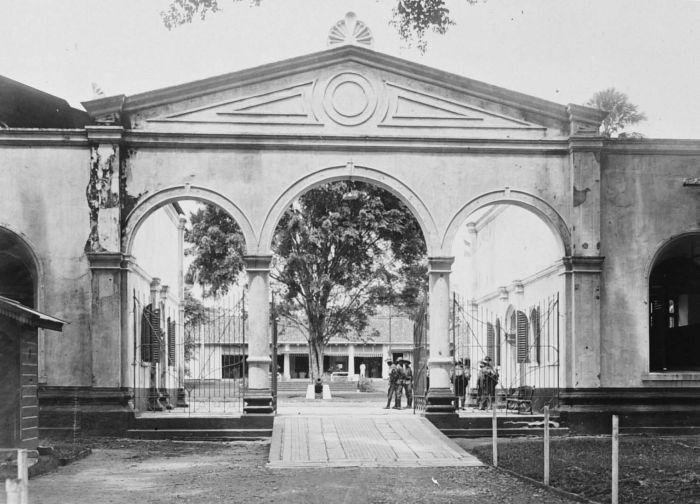
El portal principal a Kuto Besak, el Kuto Lawang.

Durante el reinado del sultán Muhamad Bahaudin (1776-1803), el Kraton Kuto Besak (traducido como "gran palacio") fue construido y terminado en 1797. Es el kraton más grande que había construido el Sultanato de Palembang y el único kraton que queda en la actualidad. Las renovaciones a lo largo del tiempo han alterado la apariencia del kraton. Kuto Besak estaba ubicado al oeste del sitio del antiguo Kuto Tengkuruk. El sitio de Kuto Besak tiene una longitud de 288,75 metros, un ancho de 183,75 metros, una altura de muro de 9,99 metros y un espesor de muro de 1,99 metros que corre en dirección este-oeste (río arriba-río abajo Musi). En cada rincón de la muralla de la fortificación hay bastiones, y el portal a la ciudad fortificada se encuentra en los lados este, sur y oeste. El portal sur es la puerta principal, conocida como Lawang Kuto. Los portales secundarios se conocen como Lawang Buratan, todavía existe un portal al oeste de Kuto Besak en la actualidad.

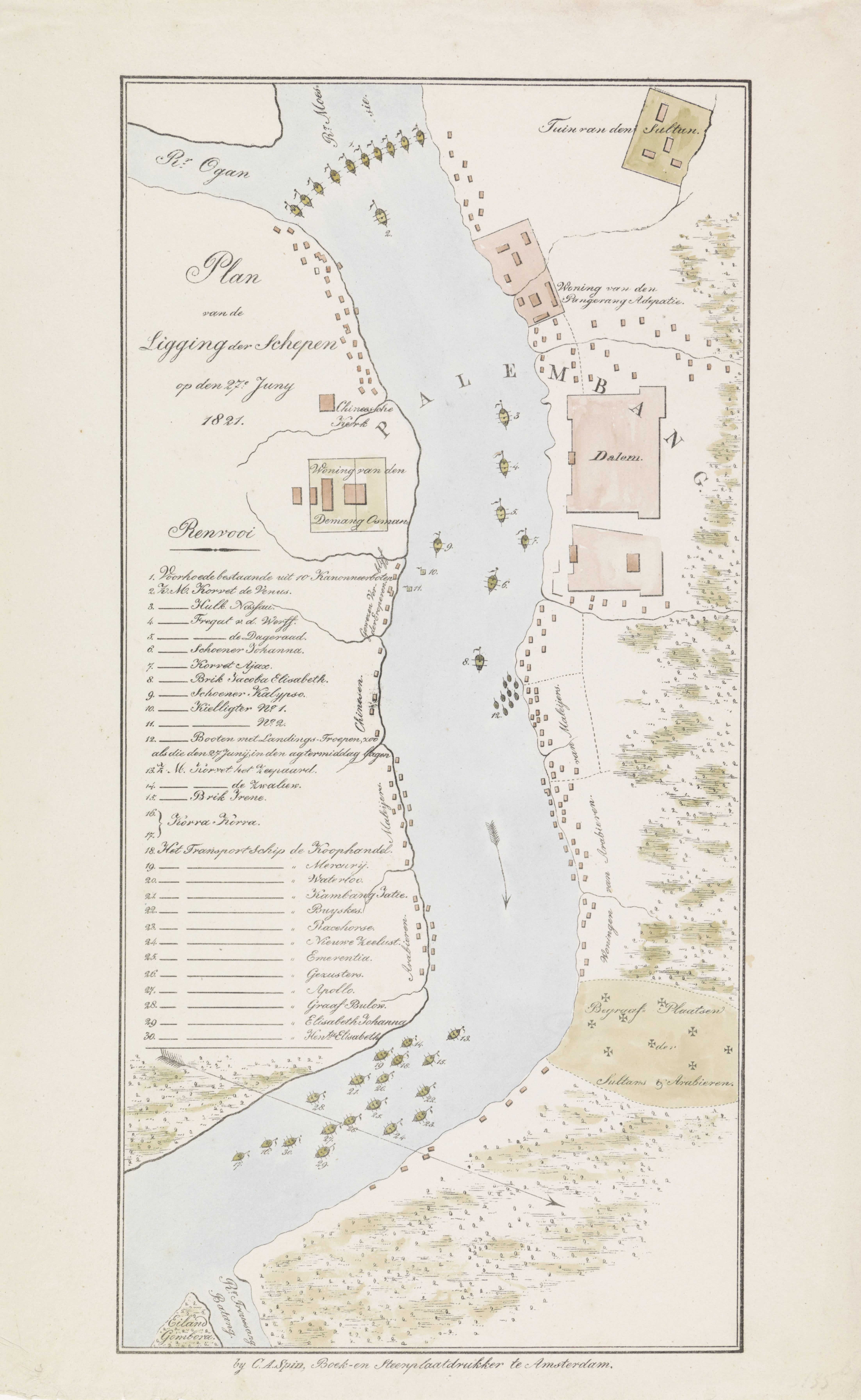
Mapa de Palembang y el río Musi, c. 1821.

Tras la Guerra de Palembang de 1821 y la disolución del Sultanato el 7 de octubre de 1823, Kuto Tengkuruk fue demolido.

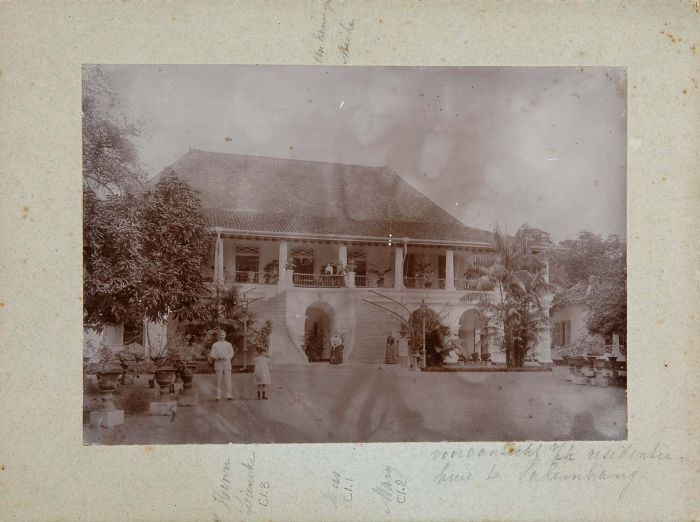
Palembang Residentiehuis, ahora Museo del Sultán Mahmud Badaruddin II.

Tras la deconstrucción de Kuto Tengkuruk, bajo la orden de van Sevenhoven, se construyó un nuevo edificio y se estableció como residencia del Regeering Commissaris. El edificio es ahora el Museo del Sultán Mahmud Badaruddin II.

### Conflictos involucrados
El Sultanato de Palembang estuvo involucrado en escaramuzas con el Imperio Colonial neerlandés y las sociedades anónimas privadas como la Compañía Neerlandesa de las Indias Orientales . Después de perder el control de Palembang tras una serie de escaramuzas y emboscadas con las fuerzas del Sultanato, los holandeses cedieron brevemente el paso al gobierno instalado por los británicos en Indonesia. (que no fue reconocido formalmente por gran parte de Indonesia, incluido Palembang)
Los conflictos específicos incluyen el ataque de 1811 a una guarnición del fuerte holandés frente a la costa del río Musi liderado por fuerzas del Sultanato. Funcionarios holandeses llevaron a cabo una investigación para determinar si el funcionario británico Thomas Stamford Raffles coordinó con el sultán Mahmud Badaruddin II para llevar a cabo la operación. Los resultados encontraron copias de cartas entre Raffles y el sultán Mahmud Badaruddin II pero sin pruebas incuestionables.

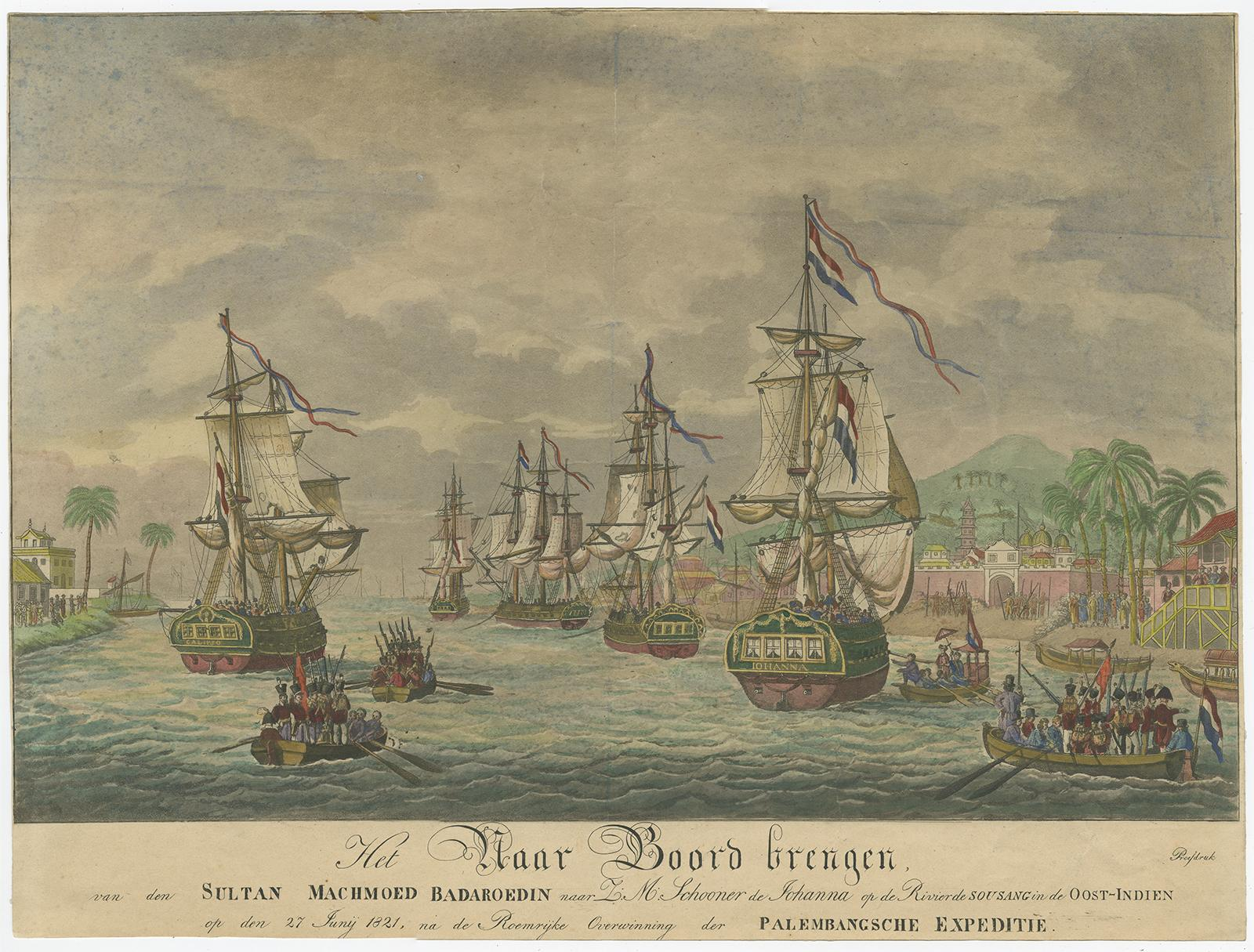
Una representación de la batalla naval de Palembang antes de que desembarcaran las fuerzas coloniales holandesas. Realizado por J.A. Lutz 1822-1823.

La Primera Expedición a Palembang en 1819 resultó en la derrota de las fuerzas holandesas que invadieron Palembang en 1819. Los líderes del conflicto incluyeron a Constantijn Johan Wolterbeek y al sultán Mahmud Badaruddin II. Los relatos de Johan Wolterbeek mencionan que las costas fuertemente fortificadas de los ríos de Palembang impidieron el asalto naval, deteniendo así la expedición. Ninguno de los bandos del conflicto obtuvo bajas en relación directa con el combate de ninguno de los bandos.
La Segunda Expedición a Palembang en 1821 resultó en la derrota del Sultanato de Palembang que defendía contra las fuerzas holandesas. Los líderes del conflicto incluyeron a Hendrik Merkus de Kock y al sultán Mahmud Badaruddin II . En colaboración con la información recopilada por Wolterbeek, la Segunda Expedición tuvo éxito. El resultado político sería la transferencia del poder del Sultanato al Gobierno Colonial Holandés y, en 1823, la disolución total del Sultanato.
El dominio holandés duraría desde junio de 1821 hasta el 27 de diciembre de 1949.

### Cambios de política que resultaron en el fin de la guerra de Palembang
El sultán Mahmud Badaruddin II sería destituido de su cargo por la autoridad holandesa y reemplazado por su hijo, el sultán Ahmad Najamuddin III, quien mantendría un ligero poder político durante 4 años hasta que funcionarios holandeses revocaron su condición de sultán después de haber intentado para escapar a la región de Bengkulu . En 1821, los holandeses implementaron una burocracia con un gobernador designado y jefes de autoridad regionales para administrar los distritos asignados del área. Se les consideraba un poder superior al del sultán. Los tribunales religiosos islámicos no fueron modificados.
Cuando se abolió el Sultanato, también se abolió la asignación otorgada por el gobierno holandés a los nobles de Palembang. El control regional y la influencia del Sultanato y sus funcionarios disminuirían con el tiempo y estarían directamente influenciados por las decisiones y políticas holandesas. Se iban a abrir y mejorar puertos para promover el comercio con otros países, ya que la región de Sumatra albergaba un centro de pimientos. Como resultado, habría un aumento de la inmigración, principalmente de comerciantes chinos y árabes. La petrolera holandesa Shell se mudó a Palembang en 1904 para iniciar la producción.

### El sultanato hoy
Actualmente, hay dos demandantes distintos en el sultanato, cada uno con sus propias cortes.
En 2003, el Consejo Comunitario Aduanero del Sultanato de Palembang (en indonesio: Majelis Adat Kesultanan Palembang Darussalam) reconoció a Raden Haji Muhammad Syafei Prabu Diradja, un oficial de policía retirado, como descendiente del sultán Mahmud Badaruddin II y procedió a elegirlo como sultán Mahmud Badaruddin III . La coronación tuvo lugar en la mezquita Lawang Kidul, cerca de la tumba del sultán Mahmud Badaruddin I (que reinó entre 1724 y 1756). El anciano Mahmud Badaruddin III murió más tarde el 8 de septiembre de 2017, y fue sucedido por su hijo menor y heredero aparente Raden Muhammad Fauwaz Diradja, quien reinó como Mahmud Badaruddin IV.
En 2006, Haji Raden Mahmud Badaruddin, presidente de la Asociación del Linaje del Sultanato de Palembang (en indonesio: Himpunan Zuriat Kesultanan Palembang Darussalam), fue coronado sultán Iskandar Mahmud Badaruddin tras una deliberación sobre el adat. Es descendiente directo por línea masculina del Príncipe Purboyo, hijo del Sultán Muhammad Mansyur e hija de Mahmud Badaruddin I. El Sultanato de Palembang fue formalmente abolido en 1825, los sultanes no tienen autoridad más allá de los deberes culturales y consuetudinarios.

## Listas de sultanes de Palembang

### Sultanato de Palembang Darussalam (1659 - 1823)
- Sri Susuhunan Abdurrahman (1659-1706), fundador del Sultanato, hermano del príncipe Sedo ing Rajek, anterior gobernante de Palembang
- Sultán Muhammad Mansyur Jayo Ing Lago (1706-1718), hijo de Abdurrahman
- Sultán Agung Komaruddin Sri Teruno (1718-1724), hijo de Abdurrahman
- Sultán Mahmud Badaruddin I Jayo Wikramo (1724-1757), hijo de Muhammad Mansyur
- El sultán Anom Alimuddin (1724-1727), gobernó conjuntamente con su medio hermano Mahmud Badaruddin I hasta que fue expulsado.
- Sultán Ahmad Najamuddin I Adi Kusumo (1757-1776), hijo de Mahmud Badaruddin I
- Sultán Muhammad Bahauddin (1776–1803), hijo de Ahmad Najamuddin I
- Sultán Mahmud Badaruddin II (1803–1812, 1813, 1817–1821), hijo de Muhammad Bahauddin
- Sultán Ahmad Najamuddin II (1812–1813, 1813–1817, 1821–1823), hijo de Muhammad Bahauddin
- Sultán Ahmad Najamuddin III (1819-1821), hijo de Mahmud Badaruddin II
- Sultán Ahmad Najamuddin IV Prabu Anom (1821-1823), hijo de Ahmad Najamuddin II

### Descendientes de Mahmud Badaruddin II (2003 - actualidad)
- Sultán Mahmud Badaruddin III Prabu Diradja Al-Hajj (2003-2017) [14]
- Sultán Mahmud Badaruddin IV Djaya Wikrama (2017-ahora)